# Véronique Sanson

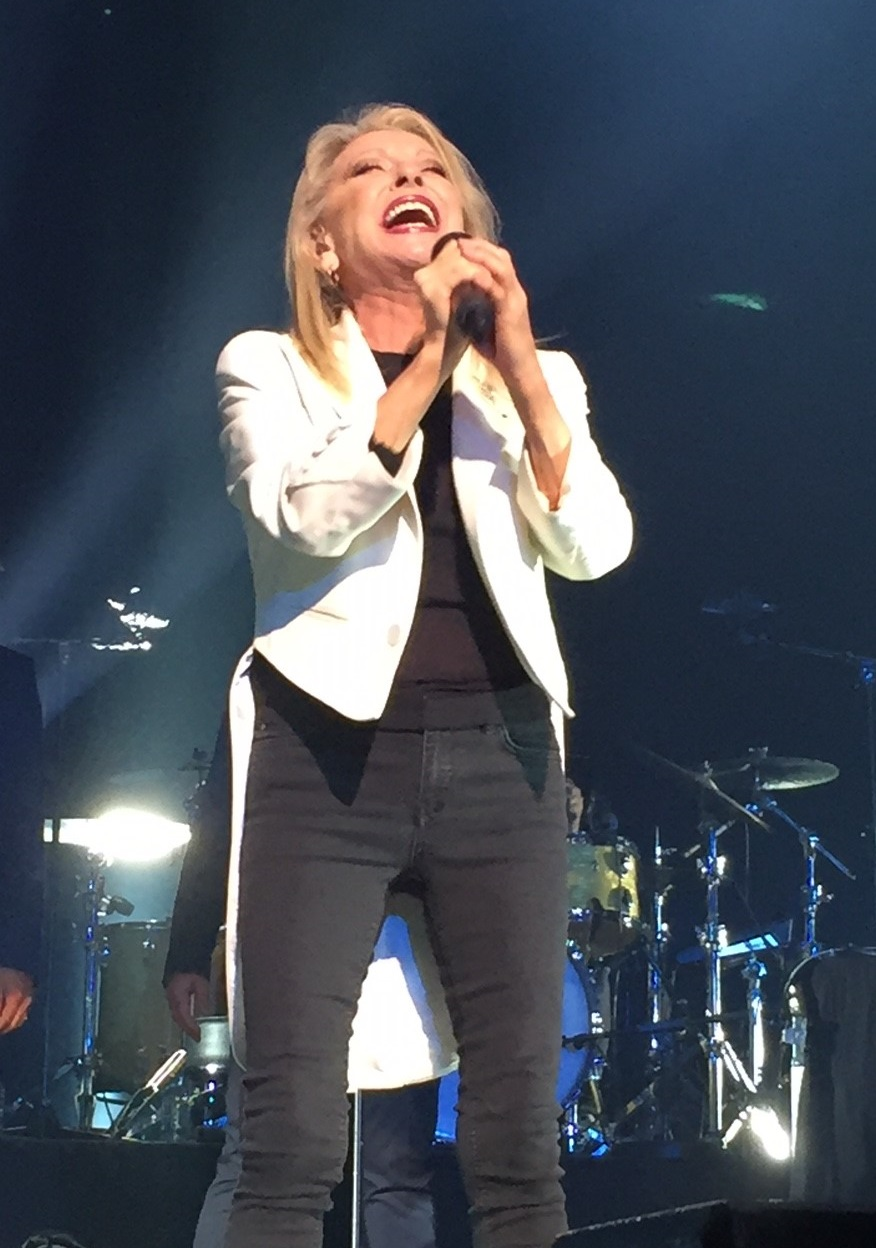
Véronique Sanson (2018)

Véronique Sanson ([veʁɔnik sɑ̃sɔ̃]; * 24. April 1949 in Boulogne-Billancourt) ist eine französische Chansonnière und Songwriterin.

## Leben
Véronique Marie Line Sanson ist eine Tochter des französischen Diplomaten, Widerstandskämpfers und Juristen René Sanson (1910–2004), der 1945 zum Arbeitsminister in der von Charles de Gaulle gebildeten provisorischen Regierung designiert wurde und von 1959 bis 1967 Abgeordneter in der französischen Nationalversammlung war, und seiner Ehefrau, Colette Sanson, geborene Lucas (1918–2006), die ihren Mann in der Résistance kennenlernte. Véronique Sanson wurde 1949 in Boulogne-Billancourt geboren und besuchte die Privatschule Cours Hattemer in Paris. 
Mit ihrer älteren Schwester, Violaine Sanson, und François Bernheim, der später für Patricia Kaas komponierte, bildete sie 1967 das Trio „Les Roche Martin“. In diesem Jahr nahm Pathé Marconi zwei Schallplatten mit je vier selbstgeschriebenen Liedern des Trios auf. Auch Véronique Sansons erste Solo-Single erschien 1969 bei Pathé Marconi.
Im Jahr 1972 veröffentlichte Sanson, die ihren Gesang meist auf dem Klavier, selten auf der Gitarre begleitet, ihre erste, von Michel Berger produzierte Langspielplatte, Amoureuse, die in Frankreich aufgrund der hohen Verkaufszahlen zweimal mit einer Goldenen Schallplatte ausgezeichnet wurde. Der von Sanson selbst geschriebene Titelsong wurde ein viel gecoverter internationaler Hit. Zu seinen Interpreten gehörten Kiki Dee, die dem Lied in Großbritannien Erfolg verschaffte, und Helen Reddy, die es als Emotion veröffentlichte, außerdem Polly Brown (1973), Pete Townshend (1974), Shirley Bassey (1975), Linda Martin (1996) und Amanda Abbs with Illusive (1997). Weitere bedeutende Titel des Albums waren Bahia, Besoin de personne und Mariavah. Im selben Jahr erschien Sansons zweite LP, De l'autre côté de mon rêve, u. a. mit den Liedern Chanson sur ma drôle de vie und Une nuit sur son épaule. Von 1972 bis 2015 veröffentlichte Sanson ihre Musik bei Elektra Records (WEA/Warner), später bei Columbia (Sony). 
Sanson heiratete 1973 den Musiker Stephen Stills, mit dem sie 1974 einen Sohn, Chris Stills, bekam, der ebenfalls Singer-Songwriter wurde. Fortan lebte sie vornehmlich in Colorado in den USA, und ihre 1976 dort entstandene Langspielplatte Vancouver – mit dem gleichnamigen Titelsong – verschaffte ihr auch im deutschsprachigen Raum Aufmerksamkeit. Sie enthält auch einige englischsprachige Titel. Weitere LPs aus Sansons US-Zeit, die vor allem im französischen Sprachraum erfolgreich waren, sind Le Maudit (1974), an der ihr Ehemann mitarbeitete, Hollywood (1977) und 7ème (1979).
Im Jahr 1980 kehrte Sanson nach Frankreich zurück, wo sie 1981 das noch in Amerika aufgenommene Album Laisse-la vivre herausbrachte, von dem 400.000 Exemplare verkauft und das mit einer Platin-Schallplatte ausgezeichnet wurde. Das Album Véronique Sanson erreichte 1985 den 15. Platz der Musikcharts, Sans regrets 1992 den sechsten Platz und Indéstructible und D’un papillon à une étoile (1998 bzw. 1999) den zweiten Platz. Longue distance von 2004 ist ihr einziges Nummer-eins-Album, Plusieurs lunes belegte 2010 den dritten Platz. Ihr bisher letztes Album ist Duos volatils von 2018, auf dem sie einige ihrer bekanntesten Lieder mit Kollegen im Duett interpretiert, darunter Vianney, Alain Souchon, Bernard Lavilliers, Zaz, Patrick Bruel, Michel Jonasz, Eddy Mitchell.
In den Jahren 1993 und 1996 wurde Sanson in Frankreich mit einer Victoire de la Musique als beste Musikerin ausgezeichnet und 2013 zusammen mit Sheila und Enrico Macias für ihr Lebenswerk mit dem Ehrenpreis der Victoires de la Musique, einer Victoire d’honneur, geehrt.
Nach der 1979 geschiedenen Ehe mit Stephen Stills, dessen Drogen- und Gewaltexzesse sie, wie sie 2005 in dem Dokumentarfilm La douceur du danger von Didier Varrod berichtete, nicht mehr ertragen hatte und mit dem sie einen langen Rechtsstreit um die Vormundschaft für ihren Sohn führte, heiratete Sanson 1995 den Schauspieler Pierre Palmade. Diese Ehe wurde 2004 geschieden. Sie selbst kämpfte mehrere Jahre gegen ihre Alkoholsucht. Von ca. 2003 bis 2020 lebte Sanson mit dem Unternehmer Christian Meilhan zusammen. 2018 traten Sanson, Stephen und Chris Stills gemeinsam bei den Francofolies in La Rochelle auf. Bis zu seinem Tod 1992 war Michel Berger, mit dem Sanson von 1967 bis 1972 eine Liebesbeziehung unterhalten hatte, ein enger Vertrauter. Sanson lebt seit 1981 auf einem Anwesen in Triel-sur-Seine.

## Diskografie

### Studioalben
| Jahr | Titel                      | Höchstplatzierung, Gesamtwochen, AuszeichnungChartplatzierungen (Jahr, Titel, Platzierungen, Wochen, Auszeichnungen, Anmerkungen) | Höchstplatzierung, Gesamtwochen, AuszeichnungChartplatzierungen (Jahr, Titel, Platzierungen, Wochen, Auszeichnungen, Anmerkungen) | Höchstplatzierung, Gesamtwochen, AuszeichnungChartplatzierungen (Jahr, Titel, Platzierungen, Wochen, Auszeichnungen, Anmerkungen) | Anmerkungen                              |
| Jahr | Titel                      | FR | BEW | CH | Anmerkungen                              |
| ---- | -------------------------- | --- | --- | --- | ---------------------------------------- |
| 1972 | Amoureuse                  | FR8 ×2Doppelgold · (19 Wo.)FR | BEW20 (18 Wo.)BEW | — | Charteinstieg FR und BEW: 2012           |
| 1998 | Indestructible             | FR2 ×2Doppelgold · (17 Wo.)FR | BEW19 (11 Wo.)BEW | — | Erstveröffentlichung: 16. Februar 1998   |
| 1999 | D’un papillon à une étoile | FR2 Platin · (32 Wo.)FR | BEW5 (35 Wo.)BEW | CH81 (9 Wo.)CH | Erstveröffentlichung: 28. September 1999 |
| 2004 | Longue distance            | FR1 Gold · (42 Wo.)FR | BEW3 (18 Wo.)BEW | CH14 (5 Wo.)CH | Erstveröffentlichung: 13. September 2004 |
| 2010 | Plusieurs lunes            | FR3 Gold · (13 Wo.)FR | BEW15 (10 Wo.)BEW | CH26 (3 Wo.)CH | Erstveröffentlichung: 25. Oktober 2010   |
| 2016 | Dignes, dingues, donc …    | FR2 Platin · (25 Wo.)FR | BEW11 (24 Wo.)BEW | CH14 (8 Wo.)CH | Erstveröffentlichung: 4. November 2016   |
| 2018 | Duos volatils              | FR10 Platin · (88 Wo.)FR | BEW22 (20 Wo.)BEW | CH20 (13 Wo.)CH | Erstveröffentlichung: 23. November 2018  |

grau schraffiert: keine Chartdaten aus diesem Jahr verfügbar
Weitere Studioalben
- 1972: De l’autre côté de mon rêve (FR: ×2Doppelgold )
- 1974: Le maudit (FR: ×2Doppelgold )
- 1976: Vancouver (FR: Platin)
- 1977: Hollywood (FR: ×2Doppelgold )
- 1979: 7ème (FR: Gold)
- 1981: Laisse-la vivre (FR: ×2Doppelgold )
- 1985: Véronique Sanson (FR: Gold)
- 1988: Moi le venin (FR: ×2Doppelgold )
- 1992: Sans regrets (FR: Platin)
- 2006: Opération premium Toupargel (mit Michel Berger, FR: Gold)

### Livealben
| Jahr | Titel                                    | Höchstplatzierung, Gesamtwochen, AuszeichnungChartplatzierungen (Jahr, Titel, Platzierungen, Wochen, Auszeichnungen, Anmerkungen) | Höchstplatzierung, Gesamtwochen, AuszeichnungChartplatzierungen (Jahr, Titel, Platzierungen, Wochen, Auszeichnungen, Anmerkungen) | Höchstplatzierung, Gesamtwochen, AuszeichnungChartplatzierungen (Jahr, Titel, Platzierungen, Wochen, Auszeichnungen, Anmerkungen) | Anmerkungen                            |
| Jahr | Titel                                    | FR | BEW | CH | Anmerkungen                            |
| ---- | ---------------------------------------- | --- | --- | --- | -------------------------------------- |
| 1995 | Comme ils l’imaginent                    | FR28 ×2Doppelplatin · (6 Wo.)FR                                                                                                   | BEW11 (23 Wo.)BEW | — | Erstveröffentlichung: 30. März 1995    |
| 2000 | Avec vous                                | FR25 (5 Wo.)FR | — | — |                                        |
| 2005 | Olympia 2005                             | FR28 (10 Wo.)FR | BEW32 (4 Wo.)BEW | CH95 (1 Wo.)CH | Erstveröffentlichung: 11. Oktober 2005 |
| 2024 | Hasta luego! Le concert au Dôme de Paris | FR55 (5 Wo.)FR | BEW85 (2 Wo.)BEW | — | Erstveröffentlichung: 6. Dezember 2024 |

Weitere Livealben
- 1976: Live at the Olympia (FR: Gold)
- 1981: Au Palais des Sports (FR: Gold)
- 1986: L’Olympia 1985
- 1989: À l’Olympia 89
- 1990: Symphonique Sanson (FR: ×2Doppelgold )
- 1993: Zénith 93 (FR: Platin)
- 2012: Le Cirque Royal de Véronique Sanson

### Kompilationen
| Jahr | Titel                                             | Höchstplatzierung, Gesamtwochen, AuszeichnungChartplatzierungen (Jahr, Titel, Platzierungen, Wochen, Auszeichnungen, Anmerkungen) | Höchstplatzierung, Gesamtwochen, AuszeichnungChartplatzierungen (Jahr, Titel, Platzierungen, Wochen, Auszeichnungen, Anmerkungen) | Höchstplatzierung, Gesamtwochen, AuszeichnungChartplatzierungen (Jahr, Titel, Platzierungen, Wochen, Auszeichnungen, Anmerkungen) | Anmerkungen                                                              |
| Jahr | Titel                                             | FR | BEW | CH | Anmerkungen                                                              |
| ---- | ------------------------------------------------- | --- | --- | --- | ------------------------------------------------------------------------ |
| 2001 | Les moments importants                            | FR76 Gold · (2 Wo.)FR | BEW112 (2 Wo.)BEW | — | Erstveröffentlichung: 30. Oktober 2001 Charteinstieg FR: 2012, BEW: 2014 |
| 2007 | Petits moments choisis                            | — | BEW79 (8 Wo.)BEW | — | Erstveröffentlichung: 26. November 2007                                  |
| 2015 | Les années americaines – Best of Véronique Sanson | FR12 (19 Wo.)FR | BEW44 (20 Wo.)BEW | CH100 (1 Wo.)CH | Erstveröffentlichung: 2. Februar 2015                                    |
| 2019 | Anthologie                                        | — | BEW83 (2 Wo.)BEW | — | Erstveröffentlichung: 25. Oktober 2019                                   |

Weitere Kompilationen
- 1981: Les plus belles chansons (FR: ×2Doppelgold )
- 1984: Exclusivement féminin
- 1994: Les plus belles chansons volume 1
- 1994: Les plus belles chansons volume 2
- 2008: Et voilà (limitiert auf 1500 Stück)
- 2010: Et voilà (Second edition)
- 2012: Les 40 ans d’Amoureuse (1972)

### Soundtracks
| Jahr | Titel                            | Höchstplatzierung, Gesamtwochen, AuszeichnungChartplatzierungen (Jahr, Titel, Platzierungen, Wochen, Auszeichnungen, Anmerkungen) | Höchstplatzierung, Gesamtwochen, AuszeichnungChartplatzierungen (Jahr, Titel, Platzierungen, Wochen, Auszeichnungen, Anmerkungen) | Höchstplatzierung, Gesamtwochen, AuszeichnungChartplatzierungen (Jahr, Titel, Platzierungen, Wochen, Auszeichnungen, Anmerkungen) | Anmerkungen                         |
| Jahr | Titel                            | FR | BEW | CH | Anmerkungen                         |
| ---- | -------------------------------- | --- | --- | --- | ----------------------------------- |
| 2016 | Les années américaines – Le film | FR40 (5 Wo.)FR | BEW70 (11 Wo.)BEW | — | Erstveröffentlichung: 10. Juni 2016 |

### Singles
| Jahr | Titel Album                                              | Höchstplatzierung, Gesamtwochen, AuszeichnungChartplatzierungen (Jahr, Titel, Album, Platzierungen, Wochen, Auszeichnungen, Anmerkungen) | Höchstplatzierung, Gesamtwochen, AuszeichnungChartplatzierungen (Jahr, Titel, Album, Platzierungen, Wochen, Auszeichnungen, Anmerkungen) | Höchstplatzierung, Gesamtwochen, AuszeichnungChartplatzierungen (Jahr, Titel, Album, Platzierungen, Wochen, Auszeichnungen, Anmerkungen) | Anmerkungen                             | [↑]: gemeinsam behandelt mit vorhergehendem Eintrag; [←]: in beiden Charts platziert |
| Jahr | Titel Album                                              | FR | BEF | BEW | Anmerkungen                             |                                                                                      |
| --- | -------------------------------------------------------- | --- | --- | --- | --------------------------------------- | ------------------------------------------------------------------------------------ |
| 1972 | Amoureuse Veronique Sanson                               | FR60 (11 Wo.)FR | — | — | Charteinstieg FR: 2014                  |                                                                                      |
| 1972 | Besoin de personne Veronique Sanson                      | FR61 (18 Wo.)FR | BEF12 (16 Wo.)BEF [BEW: ←] | BEF12 (16 Wo.)BEF [BEW: ←] | Charteinstieg FR: 2012                  |                                                                                      |
| 1972 | Comme je l’imagine Olympia 1975                          | — | BEF22 (9 Wo.)BEF [BEW: ←] | BEF22 (9 Wo.)BEF [BEW: ←] |                                         |                                                                                      |
| 1973 | Chanson sur une drôle de vie De l’autre côté de mon rêve | FR123 (5 Wo.)FR | BEF22 (9 Wo.)BEF [BEW: ←] | BEF22 (9 Wo.)BEF [BEW: ←] | Charteinstieg FR: 2012                  |                                                                                      |
| 1974 | Le maudit (mais ta douleur efface ta faute) Le maudit    | — | BEF19 (8 Wo.)BEF [BEW: ←] | BEF19 (8 Wo.)BEF [BEW: ←] | B-Seite: On m’attend là-bas             |                                                                                      |
| 1974 | Alia Souza Le maudit                                     | — | BEF24 (7 Wo.)BEF [BEW: ←] | BEF24 (7 Wo.)BEF [BEW: ←] |                                         |                                                                                      |
| 1976 | Vancouver                                                | — | BEF13 (10 Wo.)BEF [BEW: ←] | BEF13 (10 Wo.)BEF [BEW: ←] |                                         |                                                                                      |
| 1977 | Bernard’s Song (Il n’est de nulle part) Hollywood        | — | BEF21 (5 Wo.)BEF [BEW: ←] | BEF21 (5 Wo.)BEF [BEW: ←] |                                         |                                                                                      |
| 1992 | Rien que de l’eau –                                      | FR6 (19 Wo.)FR | — | — |                                         |                                                                                      |
| 1992 | Panne de cœur Sans regrets                               | FR46 (4 Wo.)FR | — | — |                                         |                                                                                      |
| 1993 | Seras-tu là? (Live) Avec vous                            | FR10 (19 Wo.)FR | — | — |                                         |                                                                                      |
| 1995 | Une nuit sur son épaule Comme ils l’imaginent            | FR34 (12 Wo.)FR | — | — | mit Marc Lavoine                        |                                                                                      |
| 1998 | Un être idéal Indestructible                             | FR34 (14 Wo.)FR | — | — |                                         |                                                                                      |
| 2016 | Et je l’appelle encore Dignes, dingues, donc …           | FR34 (12 Wo.)FR | — | — | Erstveröffentlichung: 9. September 2016 |                                                                                      |
| Folgende Lieder erschienen nicht als Single, wurden aber durch das Album zum Download und Streaming bereitgestellt und konnten somit eine Platzierung erlangen: |                                                          | | | |                                         |                                                                                      |
| |                                                          | | | |                                         |                                                                                      |
| 2015 | Amoureuse Amoureuse (Edition Deluxe)                     | FR98 (3 Wo.)FR | — | — | mit Fanny Ardant                        |                                                                                      |
| 2024 | Chanson sur ma drôle de vie De l’autre côté de mon rêve  | FR158 (3 Wo.)FR | — | — |                                         |                                                                                      |

grau schraffiert: keine Chartdaten aus diesem Jahr verfügbar
Weitere Singles
- 2018: Chanson sur ma drôle de vie (mit Vianney, FR: Gold)

### Videoalben
- 1994: Portrait (FR: Gold)
- 1995: Comme ils l’imaginent … (FR: Gold)
- 2005: Olympia 2005 (FR: Platin)

## Auszeichnungen für Musikverkäufe
Anmerkung: Auszeichnungen in Ländern aus den Charttabellen bzw. Chartboxen sind in ebendiesen zu finden.
| Land/RegionAuszeichnungen für Musikverkäufe (Land/Region, Auszeichnungen, Verkäufe, Quellen) | Gold       | Platin     | Verkäufe  | Quellen                     |
| -------------------------------------------------------------------------------------------- | ---------- | ---------- | --------- | --------------------------- |
| Frankreich (SNEP)                                                                            | 29× Gold29 | 9× Platin9 | 4.665.000 | infodisc.fr snepmusique.com |
| Insgesamt                                                                                    | 29× Gold29 | 9× Platin9 |           |                             |